# Рю Сикун
Рю Сикун (кор. 류시훈, Рю Сихун, род. 8 декабря 1971 года) — японский го-профессионал 9 дана корейского происхождения, обладатель титулов тэнгэн и одза.

## Биография
Рю Сикун родился в Сеуле, Южная Корея, в возрасте 15 лет он переехал в Японию, где спустя два года, в 1986 году, получил ранг профессионального игрока в го. Первым его выигранным титулом стал синъэй (1992) — турнир по быстрому го для молодых игроков. В 1994 году Рю Сикун стал обладателем титула тэнгэн, который смог удержать три года подряд.
В начале 2001 года Рю Сикун был ранен и вовлечён в скандал, когда Сатору Кобаяси был временно исключён из Нихон Киин, поскольку случайно ранил Рю Сикуна,  соперника в розыгрыше Кубка Chunlan: когда они отдыхали в баре Кобаяси держал в руке бокал, и размахивая руками, случайно разбил его, поранив щёку Рю Сикуна и свою руку. В результате организация Нихон Киин отстранила его на год от всех профессиональных турниров, однако срок сократился до 8 месяцев, поскольку другие игроки, в том числе корейские и китайские, оставили свои подписи в его защиту.

## Титулы
| Титул                 | Победитель      | Финалист        |
| --------------------- | --------------- | --------------- |
| Тэнгэн                | 1994—1996, 2000 | 1997, 2001      |
| Одза                  | 1996            | 1997            |
| Кисэй                 |                 | 2002            |
| Хонъимбо              |                 | 1996            |
| Кубок NEC             | 2003            | 2005            |
| Синъэй                | 1992            |                 |
| NEC Сюнъэй            | 1994            | 1993            |
| Синдзин-О             |                 | 1991            |
| Рюсэй                 |                 | 1993            |
| Тэнгэн (Китай—Япония) |                 | 1995—1997, 2001 |